# 伊勢灣岸自動車道

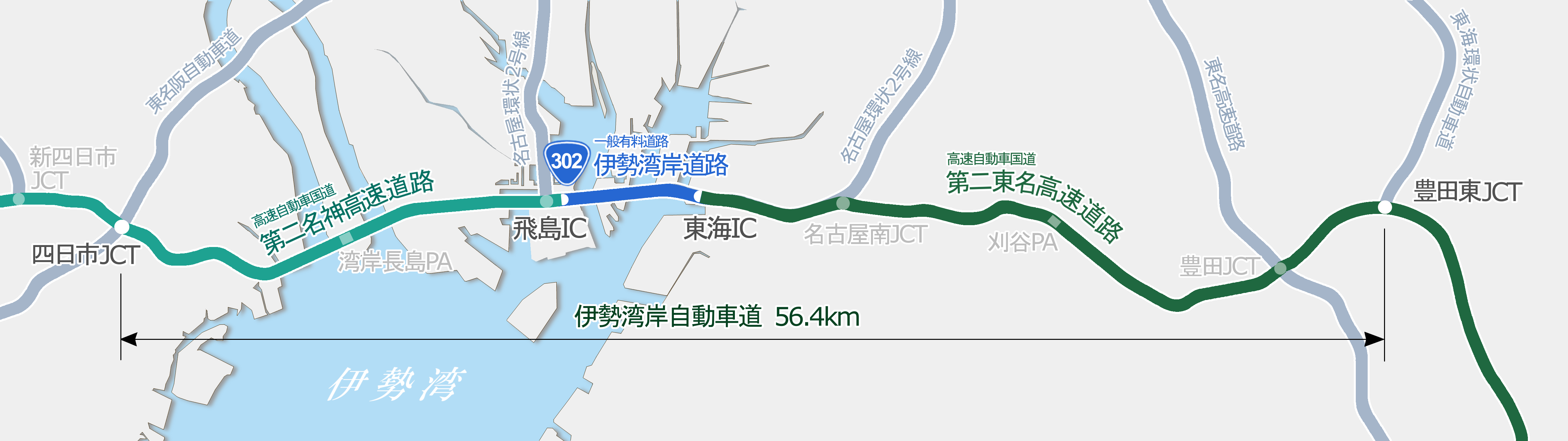
第二東名・第二名神・伊勢灣岸道路的位置圖

伊勢灣岸自動車道（日语：／ Isewangan jidōshadō */?）是從愛知縣豐田市豐田東JCT為起點，經名古屋市、桑名市至三重縣四日市市四日市JCT的高速公路（高速自動車國道）。
大部分路段都作為高速自動車國道建設，不過包括名港特里同由東海IC至飛島IC的路段作為高速自動車國道並行的一般國道自動車專用道路的「伊勢灣岸道路」（國道302號）建設。
根據高速公路編號的路線編號與新東名高速公路、新名神高速公路一同編為「E1A」。

## 概要
豐田東JCT至東海IC法定名稱為第二東海自動車道橫濱名古屋線，東海IC至四日市北JCT為近畿自動車道名古屋神戶線。由於全線高架，此路容易受側風影響。豐田JCT至四日市JCT的工程總造價约為1兆3150億日元。

### 路線資訊

#### 高速自動車國道法上的法定路線名
- 第二東海自動車道橫濱名古屋線
- 近畿自動車道名古屋神戶線

#### 收費道路名
- 伊勢灣岸道路（路線名為一般国道302号）[2]

#### 區間
- 起点：愛知縣豐田市（豐田東系統交流道）[3]（與新東名高速公路、東海環状自動車道連接）
- 終点：三重縣四日市市（四日市系統交流道）（與東名阪自動車道、新名神高速公路連接）

#### 設計諸元
- 道路規格：第1種第2級[3][4]
- 設計速度：100 km/h[5][6][2]
- 車道數：6車道[5][6][2]

## 交流道
- 交流道（IC）編號欄的背景色為■顯示該部分道路已經啟用。設施名欄的背景色為■顯示該部分設施尚未啟用。未開通路段的名稱為臨時名稱。
- IC為交流道的簡寫，JCT為公路分岔點（日语：ジャンクション (道路)）的簡寫，SA為服務區的簡寫，PA為停車區（日语：パーキングエリア）的簡寫，BS為巴士站的簡寫。

| IC 編號            | 中文設施名    | 日文設施名 | 英文設施名 | 接續路線名 | 起點 起計 （公里） | BS | 備註                       | 所在地 | 所在地        |
| ------------------ | ------------- | ---------- | ---------- | --- | ------------------ | -- | -------------------------- | ------ | ------------- |
| E1A 新東名高速公路 |               |            |            | |                    |    |                            |        |               |
| 1                  | 豐田東JCT     |            |            | C3 東海環狀自動車道                                                                                             | 0.0                | -  |                            | 愛知縣 | 豐田市        |
| 2                  | 豐田東IC      |            |            | 國道248號 | 3.1                |    |                            | 愛知縣 | 豐田市        |
| 19-1               | 豐田JCT       |            |            | E1 東名高速公路                                                                                                 | 5.0                | -  |                            | 愛知縣 | 豐田市        |
| 3                  | 豐田南IC      |            |            | 愛知縣道56號名古屋岡崎線 國道155號（豐田南繞道） 衣浦豐田道路生駒IC 國道419號                                   | 12.6               |    |                            | 愛知縣 | 豐田市        |
| 3-1                | 刈谷PA/SIC    |            |            | 縣道56號名古屋岡崎線 市道01-41號線                                                                              | 15.9               |    | 併設公路綠洲               | 愛知縣 | 刈谷市        |
| 4                  | 豐明IC        |            |            | 國道23號（名四國道、知立繞道） 國道1號 愛知縣道57號瀨戶大府東海線（只限豐田方向出入口接續）                     | 20.2               |    |                            | 愛知縣 | 豐明市        |
| 5                  | 名古屋南IC    |            |            | 只限國道23號（名四國道）豐明方向接續 愛知縣道50號名古屋碧南線                                                   | 25.5               |    | 四日市JCT方向出入口        | 愛知縣 | 名古屋市 綠區 |
| 5                  | 名古屋南JCT   |            |            | C2 名古屋第二環狀自動車道 名古屋高速3號大高線                                                                   | 25.5               | -  |                            | 愛知縣 | 名古屋市 綠區 |
| 6                  | 大府IC        |            |            | 國道302號 E87 知多半島道路大府西IC 愛知縣道248號名和大府線 愛知縣道23號東浦名古屋線（只限四日市方向出入口接續） | 27.0               |    |                            | 愛知縣 | 大府市        |
| 7                  | 東海IC        |            |            | 國道302號 國道247號（西知多產業道路） 愛知縣道59號名古屋中環狀線（國道247號重複） 愛知縣道55號名古屋半田線      | 29.9               |    |                            | 愛知縣 | 東海市        |
| 7-1                | 東海JCT       |            |            | 名古屋高速4號東海線                                                                                             | 29.9               | -  | 預定與西知多道路接續       | 愛知縣 | 東海市        |
| 8                  | 名港潮見IC    |            |            | 愛知縣道225號名古屋東港線（以臨港道路為媒介間接接續）                                                           | 32.4               |    |                            | 愛知縣 | 名古屋市 港區 |
| 9                  | 名港中央IC    |            |            | 名古屋市道金城埠頭線                                                                                            | 34.8               |    |                            | 愛知縣 | 名古屋市 港區 |
| 10                 | 飛島IC        |            |            | 國道302號 愛知縣道71號名古屋西港線                                                                              | 37.6               |    |                            | 愛知縣 | 海部郡 飛島村 |
| 10-1               | 飛島JCT       |            |            | C2 名古屋第二環狀自動車道                                                                                       | 37.6               |    | 名二環本線與飛島IC不可通行 | 愛知縣 | 海部郡 飛島村 |
| 11                 | 灣岸彌富IC    |            |            | 愛知縣道71號名古屋西港線（西尾張中央道）                                                                        | 40.5               |    | 豐田JCT方向出入口          | 愛知縣 | 彌富市        |
| 12                 | 彌富木曾岬IC  |            |            | 愛知縣道103號境政成新田蟹江線                                                                                   | 43.3               |    | 四日市JCT方向出入口        | 愛知縣 | 彌富市        |
| 13                 | 灣岸長島IC/PA |            |            | 三重縣道7號水鄉公園線                                                                                           | 45.9               |    |                            | 三重縣 | 桑名市        |
| 14                 | 灣岸桑名IC    |            |            | 三重縣道69號灣岸桑名聯絡線                                                                                      | 48.4               |    |                            | 三重縣 | 桑名市        |
| 15                 | 三重川越IC    |            |            | 國道23號（名四國道） 三重縣道401號桑名四日市線 國道1號（北勢繞道）                                              | 50.2               |    |                            | 三重縣 | 三重郡 川越町 |
| 16                 | 三重朝日IC    |            |            | 三重縣道66號四日市朝日線                                                                                        | 54.2               |    | 四日市JCT方向出入口        | 三重縣 | 四日市市      |
| 29-1               | 四日市JCT     |            |            | E23 東名阪自動車道                                                                                              | 56.4               | -  |                            | 三重縣 | 四日市市      |
| E1A 新名神高速公路 |               |            |            | |                    |    |                            |        |               |

## 路線狀況

### 道路設施

#### 主要橋樑
- 矢作川橋（日语：豊田アローズブリッジ）（豐田東系統交流道 - 豐田東交流道） : 820公尺
- 名港三大橋（日语：名港トリトン）
  - 名港東大橋 （東海交流道 - 名港潮見交流道） : 700公尺
  - 名港中央大橋 （名港潮見交流道 - 名港中央交流道） : 1,170公尺
  - 名港西大橋 （名港中央交流道 - 飛島交流道） : 758公尺
- Twinkle （雙子星橋）（日语：トゥインクル(橋)）
  - 木曾川橋（彌富木曾岬交流道 - 灣岸長島交流道） : 1,145公尺
  - 揖斐川橋 （灣岸長島交流道 - 灣岸桑名交流道） : 1,397公尺
- 古川高架橋 （三重川越交流道 - 三重朝日交流道） : 1,475公尺

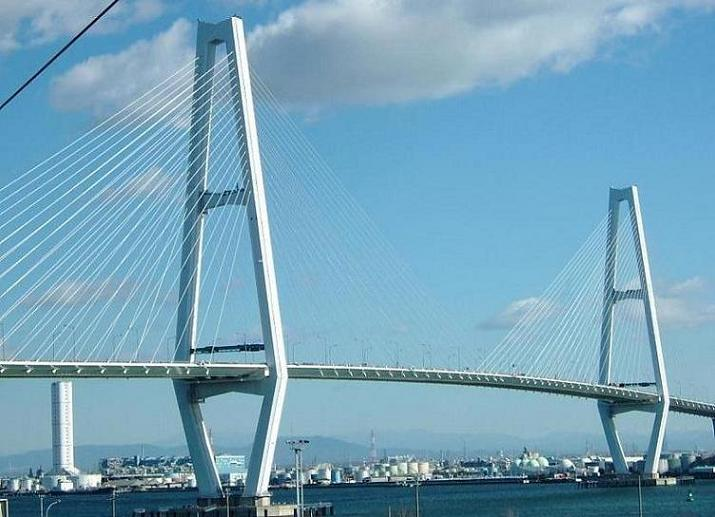
名港中央大橋
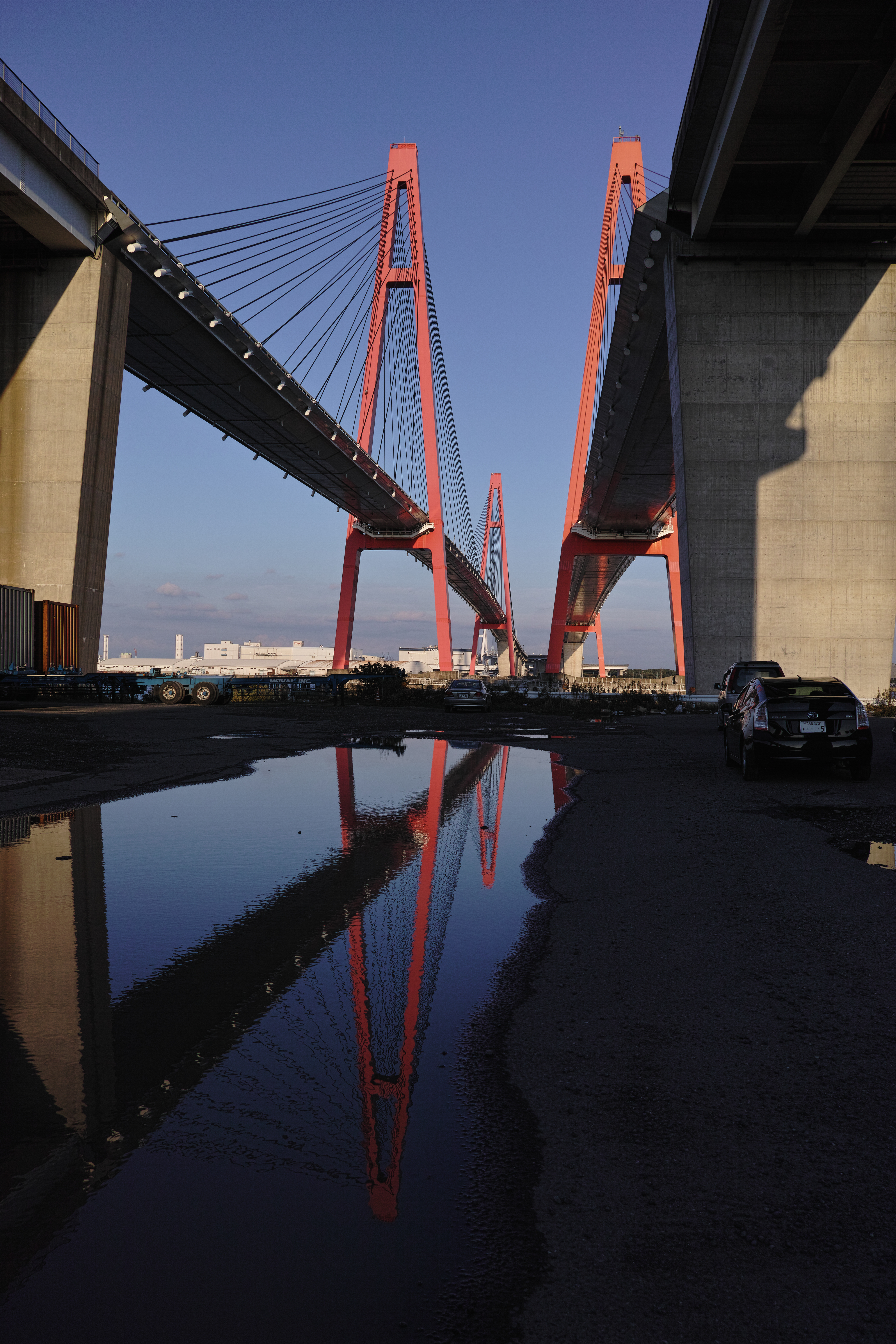
名港西大橋
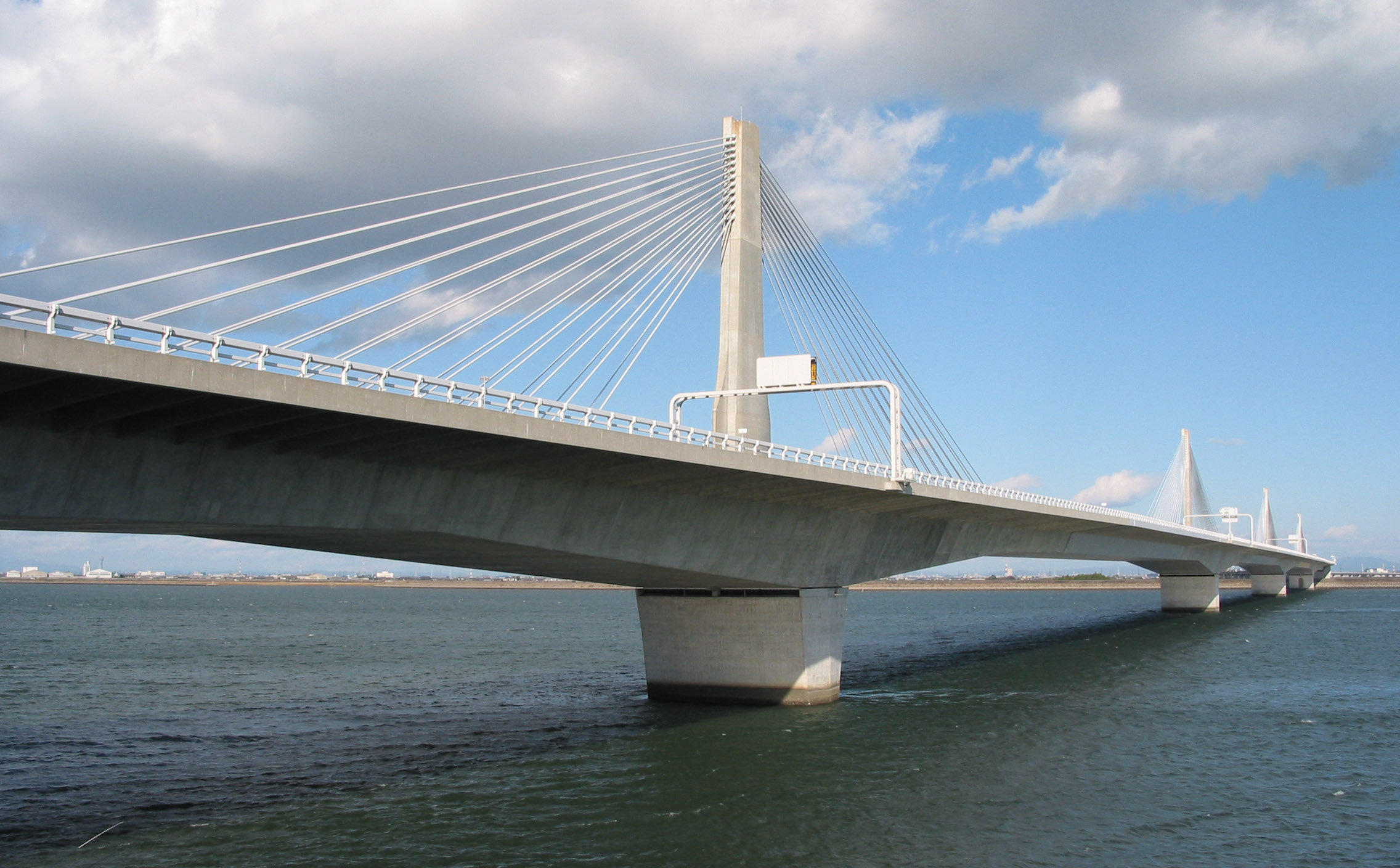
木曾川橋（雙子星橋之一）
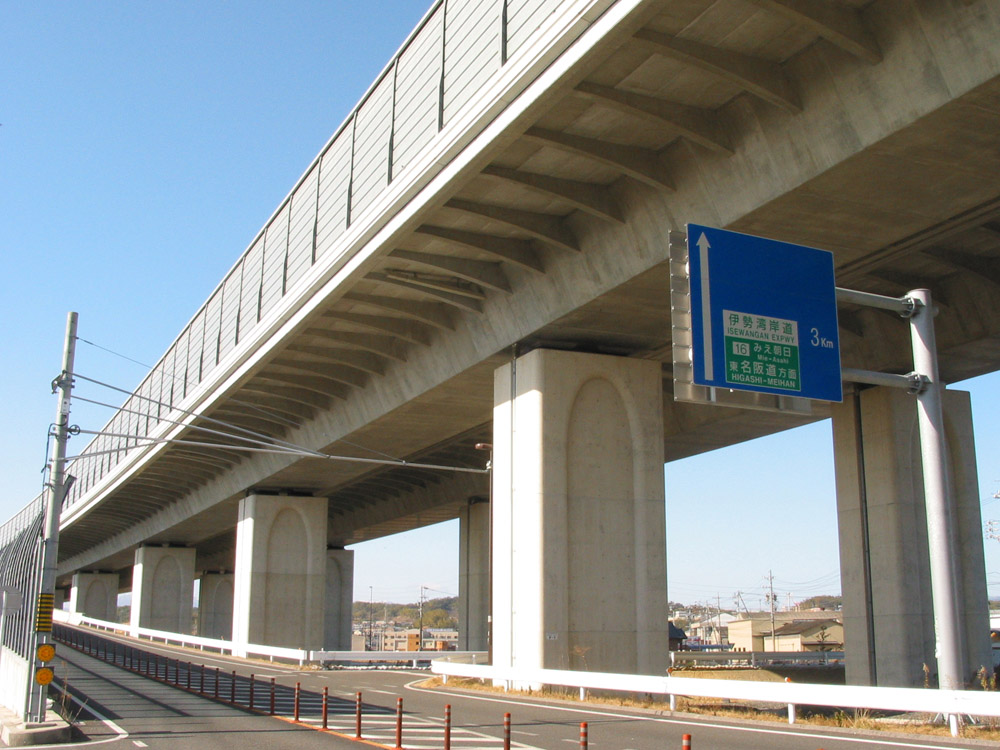
古川高架橋

### 道路管理者
- 中日本高速公路株式會社 名古屋支社
  - 豊田保全、服務中心 : 豐田東系統交流道 - 飛島交流道
  - 桑名保全、服務中心 : 飛島交流道 - 四日市系統交流道

#### 公路廣播
- 豐田南（豐田系統交流道 - 豐田南交流道）
- 刈谷（豐田南交流道 - 豐明交流道）
- 豐明（豐明交流道 - 名古屋南交流道）
- 名港潮見（東海交流道 - 名港中央交流道）
- 灣岸桑名（灣岸長島交流道 - 灣岸桑名交流道）
- 朝日（三重川越交流道 - 三重朝日交流道）

#### 所管警察
- 愛知縣警察
  - 高速公路交通警察隊豐田分駐隊 : 豐田東系統交流道 - 愛知縣、三重縣境[7]
- 三重縣警察
  - 高速公路交通警察隊第二小隊 : 愛知縣、三重縣境 - 四日市系統交流道[8]

## 地理

### 通過自治體
- 愛知縣
  - 豐田市 - 安城市 - 豐田市 - 刈谷市 - 豐明市 - 大府市 - 名古屋市綠區 - 大府市 - 名古屋市綠區 - 大府市 - 東海市 - 名古屋市港區 - 海部郡飛島村 - 彌富市
- 三重縣
  - 桑名郡木曾岬町 - 桑名市 - 三重郡川越町 - 三重郡朝日町 - 三重郡川越町 - 三重郡朝日町 - 四日市市 - 三重郡朝日町 - 四日市市

### 連接高速公路
- E1A 新東名高速公路（豐田東JCT（日语：豊田東ジャンクション）直通）
- C3 東海環狀自動車道（豐田東JCT接續）
- E1 東名高速公路（豐田JCT接續）
- C2 名古屋第二環狀自動車道（名古屋南JCT接續）
- 名古屋高速3號大高線（名古屋南JCT接續）
- 名古屋高速4號東海線（東海JCT（日语：東海ジャンクション (愛知県)）接續）
- C2 名古屋第二環狀自動車道（預定飛島JCT（日语：飛島ジャンクション）接續）
- E23 東名阪自動車道（四日市JCT（日语：四日市ジャンクション）接續）
- E1A 新名神高速公路（四日市JCT直通）

## 脚注

### 出典
1. ↑  . 国土交通省.   [2017-02-28]. （原始内容存档于2017-02-27）.
2. 1 2 3  伊勢湾岸道路編集委員会 1998，第3頁.
3. 1 2  日本道路公団中部支社 2003，第39頁.
4. ↑  建設省中部地方建設局 名四国道工事事務所 1989，第308頁.
5. 1 2  日本道路公団（年報H15） 2003，第135頁.
6. 1 2  日本道路公団（年報H15） 2003，第140頁.
7. ↑  . 愛知県警察本部.   [2017-02-18]. （原始内容存档于2017-02-19）.
8. ↑   (PDF). 三重県警察本部長 松井三郎: 3.   [2017-02-18]. （原始内容存档 (PDF)于2015-10-03）.

## 外部連結
- 中日本高速公路（页面存档备份，存于）
- 西日本高速公路（页面存档备份，存于）